# Inga Swenson
Inga Swenson (Omaha (Nebraska), 29 december 1932 – Los Angeles, 23 juli 2023) was een Amerikaans actrice. Ze werd in 1986 genomineerd voor een Golden Globe voor haar bijrol als de Duitse kok Gretchen Wilomena Kraus in de komedieserie Benson. Voor diezelfde rol werd ze in zowel 1980, 1982 als 1985 genomineerd voor een Primetime Emmy Award. Swenson maakte in 1954 haar acteerdebuut in een aflevering van de anthologieserie The United States Steel Hour. Haar eerste filmrol volgde in 1962, als Helen Kellers moeder Kate in de biografische dramafilm The Miracle Worker. Naast haar film- en televisierollen speelde ze vooral toneel, waarbij ze in 1956 debuteerde op Broadway.
Swenson ging in 2000 als actrice met pensioen. Ze werd 90 jaar.

## Filmografie
*Exclusief televisiefilms
- Bay Coven (1987, televisiefilm)
- Nutcracker: Money, Madness & Murder (1987, televisiefilm)
- The Mountain Men (1980)
- Ziegfeld: The Man and His Women (1978, televisiefilm)
- The Betsy (1978)
- Lipstick (1976)
- Earth II (1971, televisiefilm)
- Androcles and the Lion (1967, televisiefilm)
- Advise & Consent (1962)
- The Miracle Worker (1962)
- Victoria Regina (1961, televisiefilm)

## Televisieseries
*Exclusief eenmalige gastrollen
- Doctor Doctor - Connie Stratford (1989-1990, zes afleveringen)
- North and South, Book II - Maude Hazard (1986, zes afleveringen)
- Benson - Gretchen Wilomena Kraus (1979-1986, 159 afleveringen)
- North and South - Maude Hazard (1985, zes afleveringen)
- Soap - Ingrid Svenson (1978-1979, acht afleveringen)
- Testimony of Two Men - Amelia Foster (1977, miniserie)
- Bonanza - Inger Borgstrom Cartwright (1962-1963, twee afleveringen)
- Playhouse 90 - Verschillende (1958-1959, twee afleveringen)
- The United States Steel Hour - Verschillende (1954-1958, twee afleveringen)

## Privé
Swenson trouwde in 1953 met geluidstechnicus Lowell Harris. Samen met hem kreeg ze zonen James en Mark. James overleed in 1987 op 26-jarige leeftijd aan de gevolgen van een motorongeluk. Mark werd een assistent-filmmonteur en werkte als zodanig mee aan films als Cry Freedom (1987), Blues Brothers 2000 (1998), Godsend (2004) en The Hitchhiker's Guide to the Galaxy (2005).
- Gemeinsame Normdatei: 1297750446
- International Standard Name Identifier: 0000 0003 9904 3272
- Library of Congress Control Number: n88100649
- MusicBrainz: 234d8888-8925-421d-b9a9-db9193b4e327
- Nationale Bibliotheek van Israël: 987007462252005171
- SNAC: w6g44vcb
- Système universitaire de documentation: 115164294
- Virtual International Authority File: 195072927
- WorldCat: E39PBJfmhYJb3YH4f3rTF4YByd